# Sloveens voetbalelftal in 2000
Het Sloveens voetbalelftal speelde in totaal elf interlands in het jaar 2000, waaronder drie duels bij het EK voetbal 2000 in België en Nederland. De ploeg stond onder leiding van bondscoach Srečko Katanec, die de selectie voor het eerst in de geschiedenis naar een eindtoernooi had weten te loodsen door in de play-offs Oekraïne over twee duels te verslaan. Op de in 1993 geïntroduceerde FIFA-wereldranglijst steeg Slovenië in 2000 van de 40ste (januari 2000) naar de 35ste plaats (december 2000).

## Balans
| Wedstrijden | Wedstrijden | Wedstrijden | Wedstrijden | Doelpunten | Doelpunten | Doelpunten | Punten |
| Gespeeld    | Winst       | Gelijk      | Verlies     | Voor       | Tegen      | Saldo      | Punten |
| ----------- | ----------- | ----------- | ----------- | ---------- | ---------- | ---------- | ------ |
| 11          | 4           | 5           | 2           | 20         | 14         | +6         | 1.182  |

## Interlands
|                                                       |                  |       |                 |                                                                                            |
| 19 februari Vriendschappelijk № 58 «onderlinge duels» | VA Emiraten      | 1 – 1 | Slovenië        | Sultan Qaboos Sports Complex, Masqat Toeschouwers: 500 Scheidsrechter: Yousef Fadhil (OMA) |
| 19 februari Vriendschappelijk № 58 «onderlinge duels» | Yassir Salim 87' |       | 73' Sašo Udovič | Sultan Qaboos Sports Complex, Masqat Toeschouwers: 500 Scheidsrechter: Yousef Fadhil (OMA) |

|                                                       |      |                                                                                 |          |                                                                                            |
| 23 februari Vriendschappelijk № 59 «onderlinge duels» | Oman | 0 – 4                                                                           | Slovenië | Sultan Qaboos Sports Complex, Masqat Toeschouwers: 300 Scheidsrechter: Abdullah Said (UAE) |
| 23 februari Vriendschappelijk № 59 «onderlinge duels» |      | 15' Miran Pavlin 32' Zlatko Zahovič 57' Sašo Udovič 67' (pen.) Milenko Ačimovič |          | Sultan Qaboos Sports Complex, Masqat Toeschouwers: 300 Scheidsrechter: Abdullah Said (UAE) |

|                                                    |                                                             |       |                                    |                                                                                          |
| 26 april Vriendschappelijk № 60 «onderlinge duels» | Frankrijk                                                   | 3 – 2 | Slovenië                           | Stade de France, Parijs Toeschouwers: 60.000 Scheidsrechter: Abderrahim El-Arjoune (MAR) |
| 26 april Vriendschappelijk № 60 «onderlinge duels» | David Trezeguet 64' Laurent Blanc 75' David Trezeguet 90+2' |       | 3' Željko Milinovič 9' Sašo Udovič | Stade de France, Parijs Toeschouwers: 60.000 Scheidsrechter: Abderrahim El-Arjoune (MAR) |

|                                                  |                                         |       |               | |
| 3 juni Vriendschappelijk № 61 «onderlinge duels» | Slovenië                                | 2 – 0 | Saoedi-Arabië | Centralni Stadion za Bežigradom, Ljubljana Toeschouwers: 10.000 Scheidsrechter: Edo Trivković (CRO) |
| 3 juni Vriendschappelijk № 61 «onderlinge duels» | Zlatko Zahovič 16' Milenko Ačimovič 46' |       |               | Centralni Stadion za Bežigradom, Ljubljana Toeschouwers: 10.000 Scheidsrechter: Edo Trivković (CRO) |

| EK voetbal 2000 |
| --------------- |

|                                                             |                                                             |       |                                                        | |
| 13 juni Euro 2000 Groep C № 62 «onderlinge duels» 20:45 uur | Joegoslavië                                                 | 3 – 3 | Slovenië                                               | Stade du Pays de Charleroi, Charleroi Toeschouwers: 15.000 Scheidsrechter: Vitor Melo Pereira (POR) |
| 13 juni Euro 2000 Groep C № 62 «onderlinge duels» 20:45 uur | Savo Milošević 67' Ljubinko Drulović 70' Savo Milošević 73' |       | 23' Zlatko Zahovič 52' Miran Pavlin 57' Zlatko Zahovič | Stade du Pays de Charleroi, Charleroi Toeschouwers: 15.000 Scheidsrechter: Vitor Melo Pereira (POR) |

|                                                             |                    |       |                                        |                                                                                   |
| 18 juni Euro 2000 Groep C № 63 «onderlinge duels» 18:00 uur | Slovenië           | 1 – 2 | Spanje                                 | Amsterdam ArenA, Amsterdam Toeschouwers: 45.000 Scheidsrechter: Markus Merk (GER) |
| 18 juni Euro 2000 Groep C № 63 «onderlinge duels» 18:00 uur | Zlatko Zahovič 59' |       | 4' Raúl González 60' Joseba Etxeberria | Amsterdam ArenA, Amsterdam Toeschouwers: 45.000 Scheidsrechter: Markus Merk (GER) |

|                                                             |           |       |          |                                                                          |
| 21 juni Euro 2000 Groep C № 64 «onderlinge duels» 18:00 uur | Noorwegen | 0 – 0 | Slovenië | GelreDome, Arnhem Toeschouwers: 22.000 Scheidsrechter: Graham Poll (ENG) |
| 21 juni Euro 2000 Groep C № 64 «onderlinge duels» 18:00 uur |           |       |          | GelreDome, Arnhem Toeschouwers: 22.000 Scheidsrechter: Graham Poll (ENG) |

|  |  |  |  |  |  |  |  |  |

|                                                       |          |                  |          |                                                                                   |
| 16 augustus Vriendschappelijk № 65 «onderlinge duels» | Tsjechië | 0 – 1            | Slovenië | Stadion Bazaly, Ostrava Toeschouwers: 4.828 Scheidsrechter: Attila Hanacsek (HUN) |
| 16 augustus Vriendschappelijk № 65 «onderlinge duels» |          | 59' Miran Pavlin |          | Stadion Bazaly, Ostrava Toeschouwers: 4.828 Scheidsrechter: Attila Hanacsek (HUN) |

|                                                               |                               |       |                                  |                                                                             |
| 3 september WK-kwalificatie № 66 «onderlinge duels» 16:00 uur | Faeröer                       | 2 – 2 | Slovenië                         | Svangaskarð, Toftir Toeschouwers: 3.200 Scheidsrechter: Mikko Vuorela (FIN) |
| 3 september WK-kwalificatie № 66 «onderlinge duels» 16:00 uur | Uni Arge 87' Øssur Hansen 90' |       | 25' Sašo Udovič 85' Milan Osterc | Svangaskarð, Toftir Toeschouwers: 3.200 Scheidsrechter: Mikko Vuorela (FIN) |

|                                                             |                   |       |                                        |                                                                                      |
| 7 oktober WK-kwalificatie № 67 «onderlinge duels» 19:15 uur | Luxemburg         | 1 – 2 | Slovenië                               | Stade Josy Barthel, Luxemburg Toeschouwers: 1.788 Scheidsrechter: Michal Beneš (CZE) |
| 7 oktober WK-kwalificatie № 67 «onderlinge duels» 19:15 uur | Jeff Strasser 46' |       | 4' Zlatko Zahovič 26' Željko Milinovič | Stade Josy Barthel, Luxemburg Toeschouwers: 1.788 Scheidsrechter: Michal Beneš (CZE) |

|                                                              |                                       |       |                                               |                                                                                                  |
| 11 oktober WK-kwalificatie № 68 «onderlinge duels» 20:15 uur | Slovenië                              | 2 – 2 | Zwitserland                                   | Centralni Stadion za Bežigradom, Ljubljana Toeschouwers: 6.650 Scheidsrechter: Paul Durkin (ENG) |
| 11 oktober WK-kwalificatie № 68 «onderlinge duels» 20:15 uur | Ermin Šiljak 44' Milenko Ačimovič 79' |       | 42' Kubilay Türkyilmaz 66' Kubilay Türkyilmaz | Centralni Stadion za Bežigradom, Ljubljana Toeschouwers: 6.650 Scheidsrechter: Paul Durkin (ENG) |

## FIFA-wereldranglijst
| JAN | FEB | MAR | APR | MEI | JUN | JUL | AUG | SEP | OKT | NOV | DEC |
| --- | --- | --- | --- | --- | --- | --- | --- | --- | --- | --- | --- |
| 40  | 41  | 42  | 44  | 45  | 46  | 42  | 41  | 37  | 33  | 38  | 35  |

## Statistieken
| Mladen Dabanovič | 1971-09-13 | KSC Lokeren        | 8  | 1 | 0 | 16 | 0  |
| Marko Simeunovič | 1967-12-06 | Maribor Teatanic   | 3  | 2 | 0 | 27 | 0  |
| Verdediging      |            |                    |    |   |   |    |    |
| Željko Milinovič | 1969-10-12 | Grazer AK          | 10 | 1 | 2 | 23 | 2  |
| Džoni Novak      | 1969-09-04 | SpVgg Unterhaching | 10 | 1 | 0 | 54 | 2  |
| Marinko Galič    | 1970-04-22 | Maribor Pivovarna  | 7  | 1 | 0 | 51 | 0  |
| Aleksander Knavs | 1975-12-05 | Tirol Innsbruck    | 5  | 2 | 0 | 25 | 1  |
| Darko Milanič    | 1967-12-18 | Sturm Graz         | 5  | 1 | 0 | 42 | 0  |
| Spasoje Bulajič  | 1975-11-24 | 1. FC Köln         | 3  | 1 | 0 | 10 | 1  |
| Muamer Vugdalič  | 1977-08-25 | Maribor Pivovarna  | 3  | 1 | 0 | 5  | 0  |
| Middenveld       |            |                    |    |   |   |    |    |
| Miran Pavlin     | 1971-10-08 | Karlsruher SC      | 11 | 0 | 3 | 30 | 4  |
| Aleš Čeh         | 1968-04-07 | Grazer AK          | 10 | 1 | 0 | 56 | 1  |
| Zlatko Zahovič   | 1971-02-01 | Valencia CF        | 10 | 0 | 6 | 52 | 26 |
| Amir Karič       | 1973-12-31 | Crystal Palace     | 9  | 2 | 0 | 31 | 1  |
| Milenko Ačimovič | 1977-02-15 | Rode Ster Belgrado | 2  | 6 | 3 | 25 | 6  |
| Zoran Pavlovič   | 1976-06-27 | Dinamo Zagreb      | 1  | 4 | 0 | 7  | 0  |
| Saša Gajser      | 1974-02-11 | KAA Gent           | 1  | 3 | 0 | 7  | 1  |
| Rudi Istenič     | 1971-01-10 | KFC Uerdingen 05   | 1  | 1 | 0 | 17 | 0  |
| Rajko Tavčar     | 1974-07-21 | 1. FC Nürnberg     | 0  | 2 | 0 | 2  | 0  |
| Anton Žlogar     | 1977-11-24 | HIT Nova Gorica    | 0  | 2 | 0 | 3  | 0  |
| Aanval           |            |                    |    |   |   |    |    |
| Mladen Rudonja   | 1971-07-26 | Portsmouth FC      | 8  | 0 | 0 | 39 | 0  |
| Sašo Udovič      | 1968-12-12 | LASK Linz          | 6  | 4 | 4 | 42 | 16 |
| Ermin Šiljak     | 1973-05-11 | Servette           | 6  | 0 | 1 | 25 | 5  |
| Milan Osterc     | 1975-07-04 | Hapoel Tel Aviv    | 2  | 8 | 1 | 26 | 6  |

NZS · A-internationals · Bondscoaches · Selecties · Statistieken · Sloveens vrouwenelftal · Olympisch elftal · Slovenië U21 · Slovenië U20 · Slovenië U19 · Slovenië U18 · Slovenië U17 · Slovenië U16
1991 – 1999 ·
2000 – 2009 ·
2010 – 2019 ·
2020 − 2029
EK's: 1996 · 
2000 · 
2004 · 
2008 · 
2012 · 
2016 · 
2020 · 
2024
WK's: 1998 · 
2002 · 
2006 · 
2010 · 
2014 · 
2018 ·
2022
1991 · 
1992 · 
1993 · 
1994 · 
1995 · 
1996 · 
1997 · 
1998 · 
1999 · 
2000 · 
2001 · 
2002 · 
2003 · 
2004 · 
2005 · 
2006 · 
2007 · 
2008 · 
2009 · 
2010 · 
2011 · 
2012 · 
2013 · 
2014 · 
2015 · 
2016 · 
2017 · 
2018 ·
2019 ·
2020 ·
2021 ·
2022 ·
2023 ·
2024
Albanië ·
Algerije ·
Argentinië ·
Armenië ·
Australië ·
Azerbeidzjan ·
België ·
Bosnië en Herzegovina ·
Bulgarije ·
Canada ·
China ·
Colombia ·
Cyprus ·
Denemarken ·
Duitsland ·
Engeland ·
Estland ·
Faeröer ·
 Finland ·
Frankrijk ·
Georgië ·
Ghana ·
Gibraltar ·
Griekenland ·
Honduras ·
Hongarije ·
IJsland ·
Israël ·
Italië ·
Ivoorkust ·
Joegoslavië ·
Kazachstan ·
Kosovo ·
Kroatië ·
Letland ·
Litouwen ·
Luxemburg ·
Malta ·
Mexico ·
Moldavië ·
Montenegro ·
Nederland ·
Nieuw-Zeeland ·
Noord-Ierland ·
Noord-Macedonië ·
Noorwegen ·
Oekraïne ·
Oman ·
Oostenrijk ·
Paraguay ·
Polen ·
Portugal ·
Qatar ·
Roemenië ·
Rusland ·
San Marino ·
Saoedi-Arabië ·
Schotland ·
Servië ·
Servië en Montenegro ·
Slowakije ·
Spanje ·
Trinidad en Tobago ·
Tsjechië ·
Tunesië ·
Turkije · 
Uruguay ·
Verenigde Arabische Emiraten ·
Verenigde Staten ·
Wales ·
Wit-Rusland ·
Zuid-Afrika ·
Zweden ·
Zwitserland
Algerije (2010) · 
Engeland (2010) · 
Paraguay (2002) · 
Spanje (2002) · 
Verenigde Staten (2010) · 
Zuid-Afrika (2002)